# Komm, gib mir deine Hand / Sie liebt dich
Pistes de Past Masters
This Boy Long Tall Sally
Komm, gib mir deine Hand / Sie liebt dich est un  45 tours des Beatles paru en Allemagne le 5 mars 1964 qui contient les versions en langue allemande des chansons I Want to Hold Your Hand  et She Loves You. Dans le but de mieux pénétrer sur le marché allemand, ces chansons sont enregistrées aux studios Pathé-Marconi de Boulogne-Billancourt durant leur série de concerts à l'Olympia de Paris, fin janvier 1964, et reste la seule publication des Beatles enregistrée entièrement dans une autre langue que l'anglais.

## Composition
John Lennon et Paul McCartney écrivent et composent She Loves You ensemble, le 27 juin 1963. Avec son refrain particulier (« Yeah, yeah, yeah »), cette chanson obtient un immense succès en Europe et étend la Beatlemania à tout le continent. I Want to Hold Your Hand connaît un sort similaire : fruit de la collaboration entre Lennon et McCartney début 1964, elle constitue le premier succès des Beatles aux États-Unis, lançant ainsi leur carrière de l'autre côté de l'Atlantique.
Sur la demande du producteur allemand d'EMI, Otto Demler, les paroles de ces deux chansons phares sont traduites en allemand par le luxembourgeois Camillo Felgen. Parolier et animateur de télévision et de radio, Felgen signe ses traductions sous le pseudonyme de Jean Nicolas. Les noms Heinz Hellmer and Jean Montague (quelquefois erronément écrit Montogue) sont aussi présent mais leur véritable identité reste un mystère. Certaines sources indiquent que ce serait toujours des pseudonymes de Felgen utilisés pour des avantages fiscaux.

## Enregistrement
La filiale allemande de EMI, Odeon, convainc George Martin et Brian Epstein, respectivement producteur et manager des Beatles, d'enregistrer des versions allemandes de leurs deux plus récents succès She Loves You et I Want to Hold Your Hand afin de vendre plus de disques sur ce territoire. Réticents à cette idée, les Beatles finissent par accepter.
Le 29 janvier 1964, alors que les Beatles donnent une série de concerts à l'Olympia, on planifie faire l'enregistrement de ces deux titres aux studios Pathé Marconi qu'EMI possède à Paris. La nouvelle chanson de Paul McCartney, Can't Buy Me Love, y sera aussi enregistrée. Cette séance d'enregistrement, qui s'avérera être la seule et unique du groupe en dehors du Royaume-Uni, est planifiée en début de journée, mais les Beatles ne se sont pas présentés, préférant rester à l'hôtel, ce qui a profondément agacé George Martin : « Je suis devenu fou, c'était la première fois qu'ils me refusaient quelque chose. » Le producteur se présente en furie à l'Hôtel George-V pour les réprimander et à la suite d'une profusion d'excuses, dans un air bon enfant, ils se rendent au studio pour la séance d'enregistrement. Si les Beatles ont déjà certaines notions de l'allemand et de son accent, à la suite de leurs nombreux séjours à Hambourg à leurs débuts, le traducteur fait quand même le déplacement pour leur apprendre le texte phonétiquement.
Komm, gib mir deine Hand est la première chanson enregistrée. Onze prises sont nécessaires aux Beatles pour enregistrer la nouvelle piste vocale en allemand et elle est mixée avec l'instrumental d'origine. Les claquements de main sont ajoutés par overdub. Comme l'instrumental original de She Loves You a été détruit par EMI aussitôt le mixage mono terminé, les Beatles doivent repartir de zéro pour Sie liebt dich. Ils enregistrent la piste instrumentale en treize prises, travaillant ensuite le chant en allemand. Sie liebt dich contient le refrain « Yeah, yeah, yeah » de la version anglaise qui, judicieusement, n'a pas été traduite par « Ja, ja, ja ». Le groupe profite de la dernière heure réservée dans ce studio pour enregistrer en direct quatre prises de la chanson Can't Buy Me Love. La chanson sera finalisée en Angleterre le mois suivant. L'ingénieur du son Norman Smith témoigne que les Beatles et leur équipe étaient soulagés d'en avoir terminé, à cause du studio « très bizarre pour y travailler » et des équipements auxquels ils n'étaient pas habitués.
Les versions stéréo des deux chansons allemandes sont mixées par George Martin le 12 mars 1964, aux studios EMI. Des copies en sont envoyées en Allemagne de l'Ouest et aux États-Unis. Martin en dit plus tard que les versions anglaises « étaient bonnes, en fait, il n'était pas nécessaire de les enregistrer en allemand, mais, avec une certaine élégance, ils ont fait du bon travail. »

## Interprètes
Komm, gib mir deine Hand

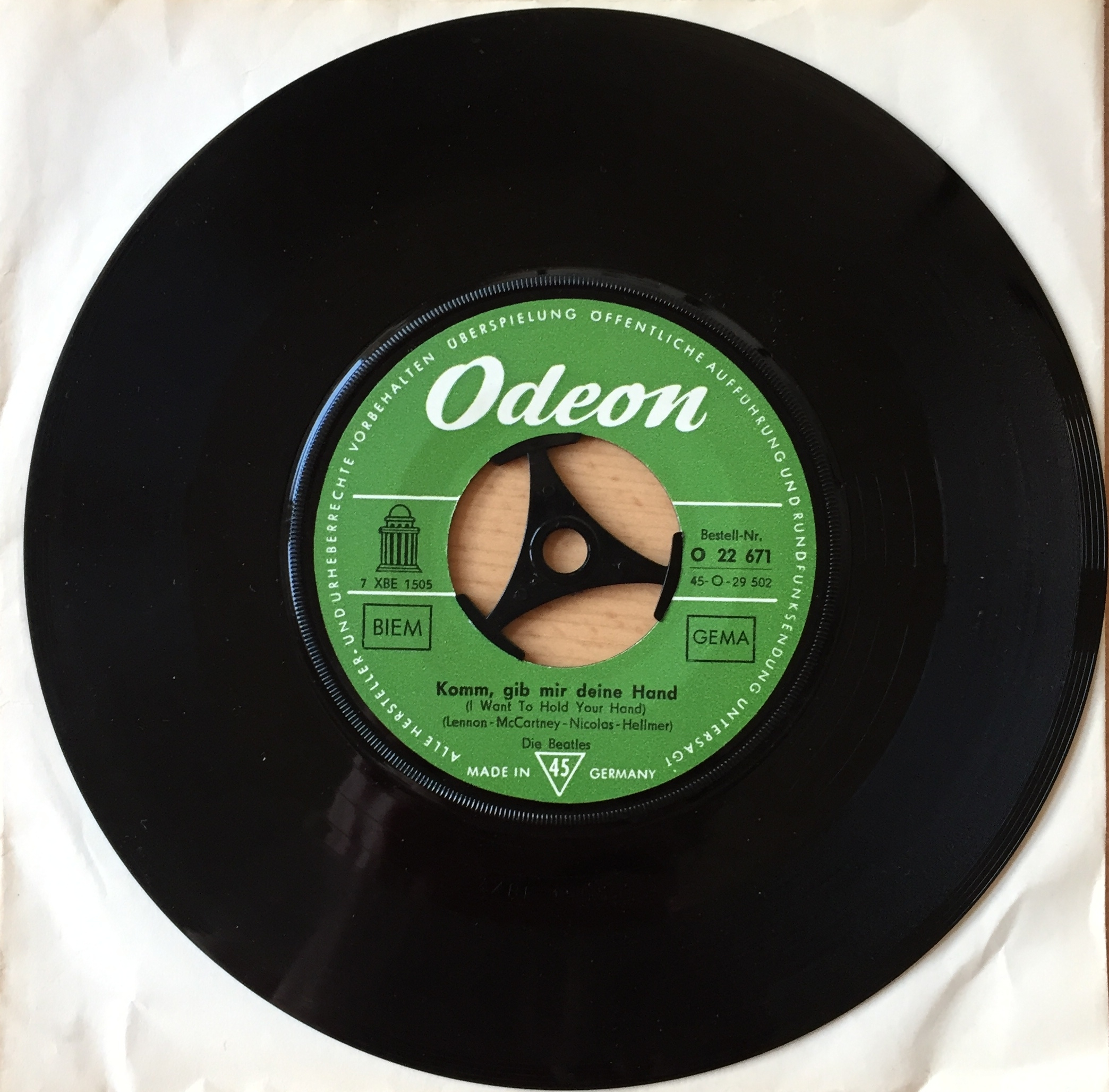
Le simple allemand des Beatles Komm gib mir Deine Hand

- John Lennon : chant, guitare rythmique, claquements de mains
- Paul McCartney : chant, basse, claquements de mains
- George Harrison : chant, guitare principale, claquements de mains
- Ringo Starr : batterie, claquements de mains

Sie liebt dich
- John Lennon : chant, guitare rythmique
- Paul McCartney : chant, basse
- George Harrison : chant, guitare principale
- Ringo Starr : batterie

## Publication
Le 45 tours Komm, gib mir deine Hand / Sie liebt dich paraît en Allemagne le 5 mars 1964. Le 22 avril suivant, le label Electrola (en) publie une compilation de chansons d'artistes variés reprenant le nom Komm, gib mir deine Hand (STE 83 659) qui inclut la chanson titre en ouverture et She Loves You, la version originelle anglaise, en fermeture,.
Swan Records, qui a publié She Loves You en septembre 1963, a de ce fait réclamé les droits pour la version allemande. Le 21 mai, Sie liebt dich paraît donc aux États-Unis en single, toujours avec I'll Get You en face B, et atteint la 97e place du Billboard Hot 100. Le 15 juin 1964, Capitol Records of Canada publie sa propre version de ce 45 tours qui, avec moins de cinq mille impressions, est un objet prisé des collectionneurs. Cette chanson est incluse dans la version américaine du disque Rarities publié en 1980. Quant à Komm, gib mir deine Hand, elle clôt l'album Something New publié par Capitol Records, paru uniquement en Amérique du Nord le 20 juillet 1964. Au Japon, ces deux chansons sont incluses dans l'album The Beatles No. 5 publié le 5 mai 1965.
Les chansons de ce single insolite seront publiées pour la première fois au Royaume-Uni, en 1978, sur la compilation Rarities et, depuis 1988, elles trouvent leurs places sur Past Masters.

## Culture populaire
Komm, gib mir deine Hand est utilisé dans le générique pour le début du film Jojo Rabbit et inclut en ouverture de l'album du film. Le réalisateur Taika Waititi et qui joue aussi le rôle d'Hitler, le personnage imaginaire de l'enfant, a voulu incorporer le tube des Beatles, y voyant un parallèle entre la dévotion offerte au führer avec celle des Beatles. La demande fut originellement refusée jusqu'à ce que le compositeur de la trame sonore, Michael Giacchino, qui a travaillé avec Paul McCartney sur son projet de film d'animation adapté de son livre High in the Clouds, communique avec celui-ci pour finalement le convaincre de leur laisser les droits.